# 山本悠司 (柔道)
山本 悠司（やまもと ゆうじ、1995年10月31日 - ）は、北海道出身の、日本の柔道選手である。階級は73 kg級。身長172 cm。血液型はA型。段位は二段。組み手は右組み。得意技は背負投。現在は旭化成所属。

## 経歴
柔道は6歳の時に池田柔道少年団で始めた。池田中学3年の時に全国中学校柔道大会73kg級で3位になった。帯広農業高校に進むと、2年の時にインターハイで2位となった。全日本ジュニアでは3位だった。全国高校選手権では優勝を飾った。3年のインターハイでも優勝を果たしたが、全日本ジュニアでは2位にとどまった。
2014年に天理大学に進むと、1年の時には全日本ジュニアで優勝を果たした。続く世界ジュニアでは決勝まで勝ち進むも、韓国の安昌林に合技で敗れて2位に終わった。団体戦では決勝のグルジア戦で一本勝ちするなどしてチームの優勝に貢献した。2年の時にはユニバーシアードの個人戦準決勝で安に敗れて3位にとどまった。団体戦では優勝を飾った。全日本ジュニアでは2連覇を達成した。世界ジュニアでは初戦でロシアの選手に敗れた。団体戦では決勝のグルジア戦で勝利してチームの優勝に貢献した。3年の時には東アジア選手権で優勝を飾った。団体戦でも優勝した。4年の時には階級を81kg級に上げると、学生体重別で初優勝を飾った。講道館杯では3位だった。グランドスラム・東京では3回戦で敗れた。2018年からは旭化成所属となった。2021年の実業個人選手権で優勝した。その翌週には全日本選手権に出場するも、2回戦で敗れた。

## 戦績
73kg級での戦績
- 2010年 -　全国中学校柔道大会　3位
- 2012年 -　インターハイ　2位
- 2012年 -　全日本ジュニア　3位
- 2013年 -　全国高校選手権　優勝
- 2013年 -　インターハイ　優勝
- 2013年 -　全日本ジュニア　2位
- 2013年 -　エクサンプロヴァンスジュニア国際　優勝
- 2014年 -　ブレーメンジュニア国際　3位
- 2014年 -　ロシアジュニア国際　優勝
- 2014年 -　全日本ジュニア　優勝
- 2014年 -　世界ジュニア　個人戦　2位　団体戦　優勝
- 2015年 -　ユニバーシアード　個人戦　3位　団体戦　優勝
- 2015年 -　全日本ジュニア　優勝
- 2015年 -　世界ジュニア　団体戦　優勝
- 2015年 -　講道館杯　7位
- 2016年 -　東アジア選手権　個人戦　優勝　団体戦　優勝

81kg級での戦績
- 2017年 -　学生体重別　優勝
- 2017年 -　講道館杯　3位
- 2018年 -　グランプリ・チュニス　5位
- 2021年 - 実業個人選手権　優勝

(出典、JudoInside.com)